# Josef Steinki
Josef Steinki (ur. 19 grudnia 1889 w Głotowie, zm. 16 lutego 1945 w Olsztynie) – duchowny rzymskokatolicki, dyrektor Caritasu diecezji warmińskiej (1924–1936), organizator działalności opiekuńczej w diecezji, Sługa Boży.

## Życiorys
Urodził się w Głotowie koło Dobrego Miasta jako syn nauczyciela Juliusa Steinki i Theresii z d. Poschmann. Uczęszczał do gimnazjum w Reszlu, maturę uzyskał w 1911 roku. Studiował matematykę na uniwersytetach we Wrocławiu i w Monachium. Następnie wstąpił do seminarium duchownego w Braniewie. 9 lipca 1916, po ukończeniu seminarium, otrzymał święcenia kapłańskie w katedrze fromborskiej. Jako neoprezbiter posługiwał na parafii w Reszlu, następnie został skierowany do Królewca. W 1924 roku mianowany dyrektorem Caritasu diecezji warmińskiej, jako następca ks. Andreasa Hinzmanna. Siedziba Caritasu mieściła się w Braniewie przy 1. Kirchenstraße (ul. Pierwszej Kościelnej, teraz ul. Katedralna). Ksiądz Steinki położył znaczne zasługi przy organizacji struktur opiekunek parafialnych i tworzeniu seminarium dla przedszkolanek w Olsztynie, organizował również ośrodki wypoczynkowe dla dzieci nad Morzem Bałtyckim w Tolkmicku i Koronowie. Ponadto w Lidzbarku Warmińskim rozbudował sierociniec św. Józefa, a także utworzył dla kobiet ośrodek rekolekcyjno-szkoleniowy w Gietrzwałdzie.
W 1936 został mianowany kanonikiem kapituły warmińskiej. Na początku stycznia 1941 roku został – wraz z księżmi Augustynem Szarnowskim, Andreasem Bönigkiem, Otto Schlüsenerem i Bruno Weichselem – zadenuncjowany i aresztowany przez hitlerowców za krytyczne uwagi o panującym ustroju politycznym i za rozpowszechnianie wiadomości o rozstrzelaniu przez Niemców polskich kapłanów w Pelplinie, kanoników kapituły katedralnej i wykładowców tamtejszego seminarium duchownego (tzw. zbrodnia w Lesie Szpęgawskim). Był to wynik donosu, jaki złożył na nich salwatorianin, sympatyzujący z NSDAP ojciec Theophil Matuschewski, jako zemsta za zwolnienie go z posługi kapłańskiej w klinice ortopedycznej we Fromborku.
Ksiądz Steinki został skazany przez sąd w Królewcu na trzy i pół roku więzienia. Karę pozbawienia wolności odbywał w więzieniu w Sztumie. 9 lipca 1941 roku, na 25-lecie kapłaństwa, otrzymał przepustkę z więzienia zaledwie na pół dnia. Zmuszony został do zrzeczenia się godności kanonika kapituły warmińskiej.
Na początku lutego 1944 zwolniony przedterminowo z więzienia (zaledwie pół roku wcześniej). Otrzymał zakaz przebywania w powiecie braniewskim i lidzbarskim. Objął funkcję duszpasterza chorych w Szpitalu Mariackim w Olsztynie. Po tym jak 23 stycznia 1945 roku stanął w obronie sióstr katarzynek i pielęgniarek świeckich przed gwałtem przez żołnierzy sowieckich, został przez nich bestialsko skatowany. Zmarł 16 lutego 1945 na plebanii w Olsztynie, po zwolnieniu z więzienia radzieckiej komendantury wojskowej w Olsztynie.
Pochowano go wpierw bez trumny w pobliżu zakrystii kościoła św. Jakuba w Olsztynie, następnie 8 czerwca 1946 na cmentarzu szpitala Mariackiego w Olsztynie. W latach powojennych podejmowano starania o przeniesienie grobu ks. Steinki na cmentarz kanoników we Fromborku, lecz bezskutecznie, gdyż cmentarz był wówczas zamknięty przez władze. Grób księdza nie zachował się do współczesności.